# Ústav soudního inženýrství Vysokého učení technického v Brně
Ústav soudního inženýrství (ÚSI) je vysokoškolský ústav Vysokého učení technického v Brně, který zajišťuje celoškolské navazující magisterské studijní programy a doktorský studijní program. Zřízen byl 23. března 1965 nejprve jako pracoviště při rektorátu, od 1. dubna 1970 už jako ústav s celoškolským působením. 15. května 2007 došlo k oddělení od rektorátu a zřízení samostatného ústavu, prvního v historii VUT v Brně. K jeho založení vedla snaha, aby příčiny havárií na technických zařízeních byly řešeny inženýry s dostatečnými znalostmi. Od roku 2016 sídlí v Medlánkách, v budově Purkyňova 118.
V plánu je transformace ústavu na samostatnou fakultu s pracovním názvem Fakulta soudního inženýrství.[zdroj⁠?!]
Na ústavu v roce 2010 studovalo 323 studentů.
Ústav vydává časopis Soudní inženýrství, zařazený do seznamu recenzovaných neimpaktovaných časopisů vydávaných v Česku.

## Výuka
Ústav se podílí na zajištění výuky v celoškolských navazujících magisterských programech Expertní inženýrství v dopravě, Realitní inženýrství, Řízení rizik technických a ekonomických systémů a doktorském programu v oboru Soudní inženýrství. Desitky let uskutečňuje vzdělávání v řadě oborů soudního inženýrství v rámci celoživotního vzdělání, vč. kvalifikačních kurzů pro přípravu soudních znalců.

## Certifikační orgán
Certifikační orgán Ústavu soudního inženýrství Vysokého učení technického v Brně (CO ÚSI) je nezávislým a nestranným orgánem pro certifikaci osob, který využívá zázemí VUT v Brně. Certifikační orgán č. 3072 Ústavu soudního inženýrství Vysokého učení technického v Brně vykonává svou činnost od roku 1999 na základě platného osvědčení o akreditaci vydaného Českým institutem pro akreditaci, o. p. s., podle mezinárodní normy ČSN EN ISO/IEC 17024. Certifikované osoby působí jako odhadci pro banky, kvalifikovaní makléři apod. ÚSI VUT poskytuje certifikaci v oborech:
- Certifikovaný odhadce pro oceňování nemovitých věcí
- Certifikovaný odhadce pro oceňování movitých věcí
- Certifikovaný odhadce pro oceňování obchodního závodu
- Expert v oboru Analýza silničních nehod
- Certifikovaný realitní makléř